# Paavo Väyrynen

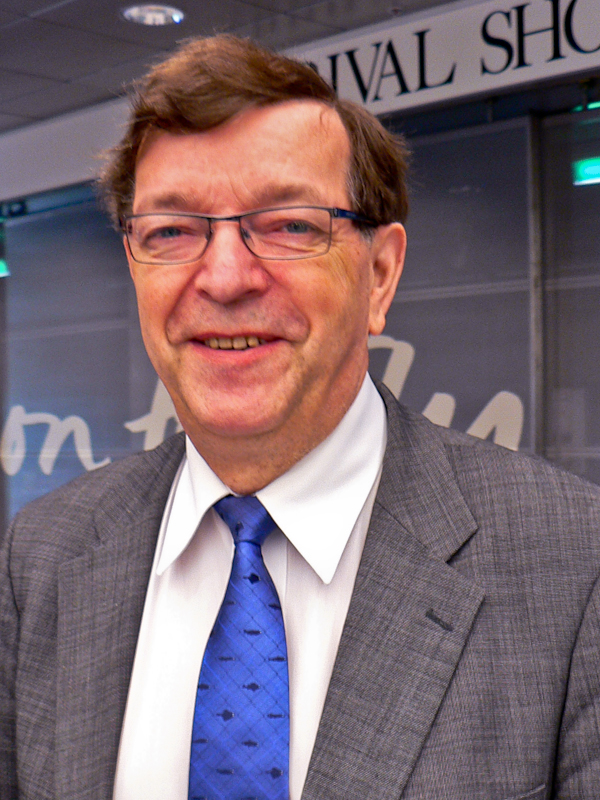
Paavo Väyrynen

Paavo Väyrynen este un om politic finlandez, membru al Parlamentului European în perioada 1995-2007 din partea Finlandei. Din 2007 împlinește postul de ministru al comerțului extern în al doilea guvern al lui Matti Vanhanen.
1. ↑  Paavo Väyrynen (în suedeză), Biografiskt lexikon för Finland
2. ↑  Paavo Väyrynen, Munzinger Personen, accesat în 9 octombrie 2017
3. ↑  „Paavo Väyrynen”, Internet Movie Database, accesat în 14 octombrie 2015
4. 1 2  Finnish MP database
5. ↑  Paavo Väyrynen perustaa ruotsinkielisen paikallisyhdistyksen – ruotsinkielinen piiri väläyttelee Väyryselle paikkaa puoluehallituksessa (în finlandeză), 4 februarie 2020, accesat în 23 noiembrie 2020
6. ↑   http://www.europarl.europa.eu/meps/de/2128/PAAVO_VAYRYNEN_history.html Lipsește sau este vid: |title= (ajutor)
7. ↑  Deputații în Parlamentul European